# Parnassius actius
Parnassius actius är en fjärilsart som först beskrevs av Eduard Friedrich Eversmann 1843.  Parnassius actius ingår i släktet Parnassius och familjen riddarfjärilar. Inga underarter finns listade i Catalogue of Life.

## Bildgalleri

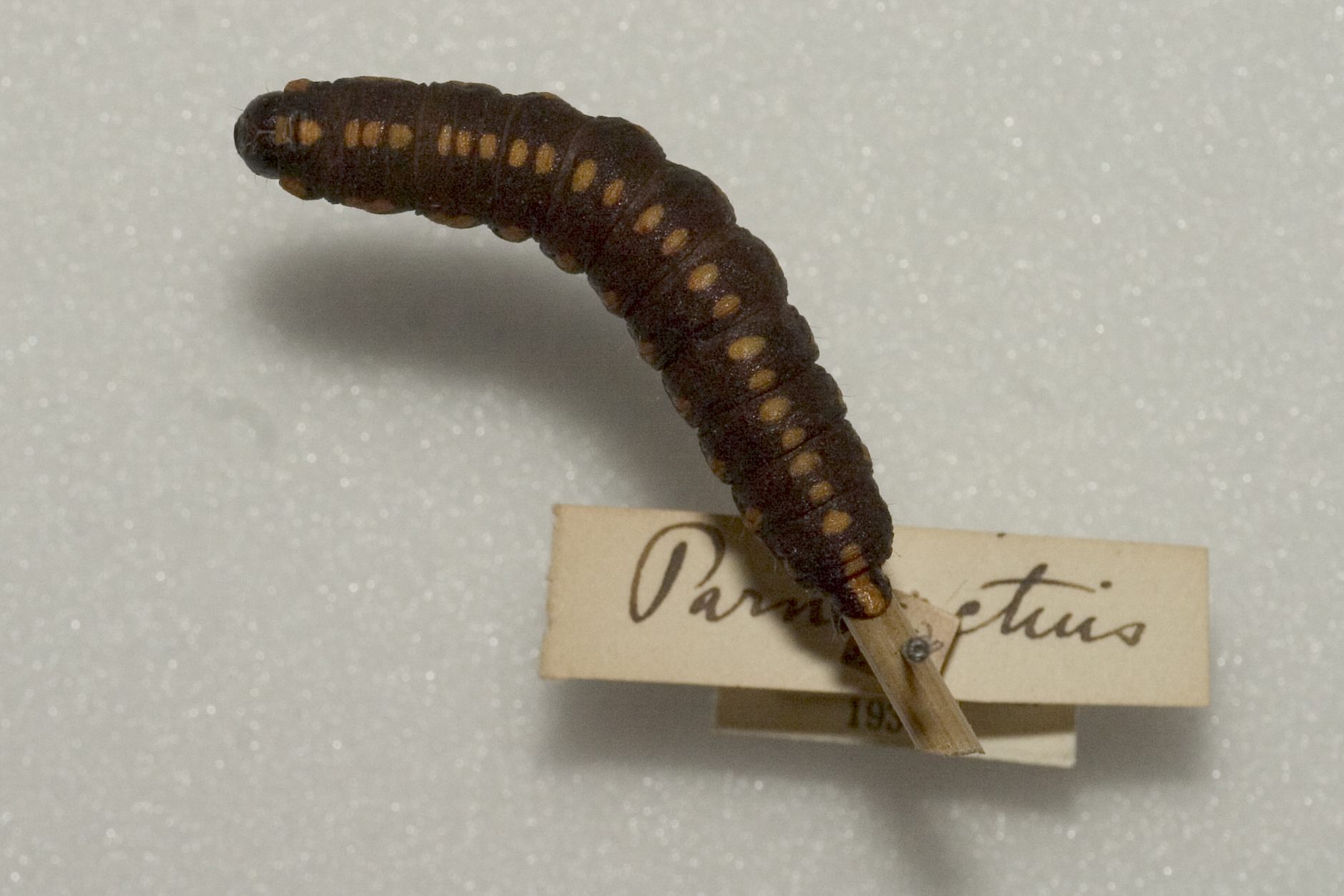
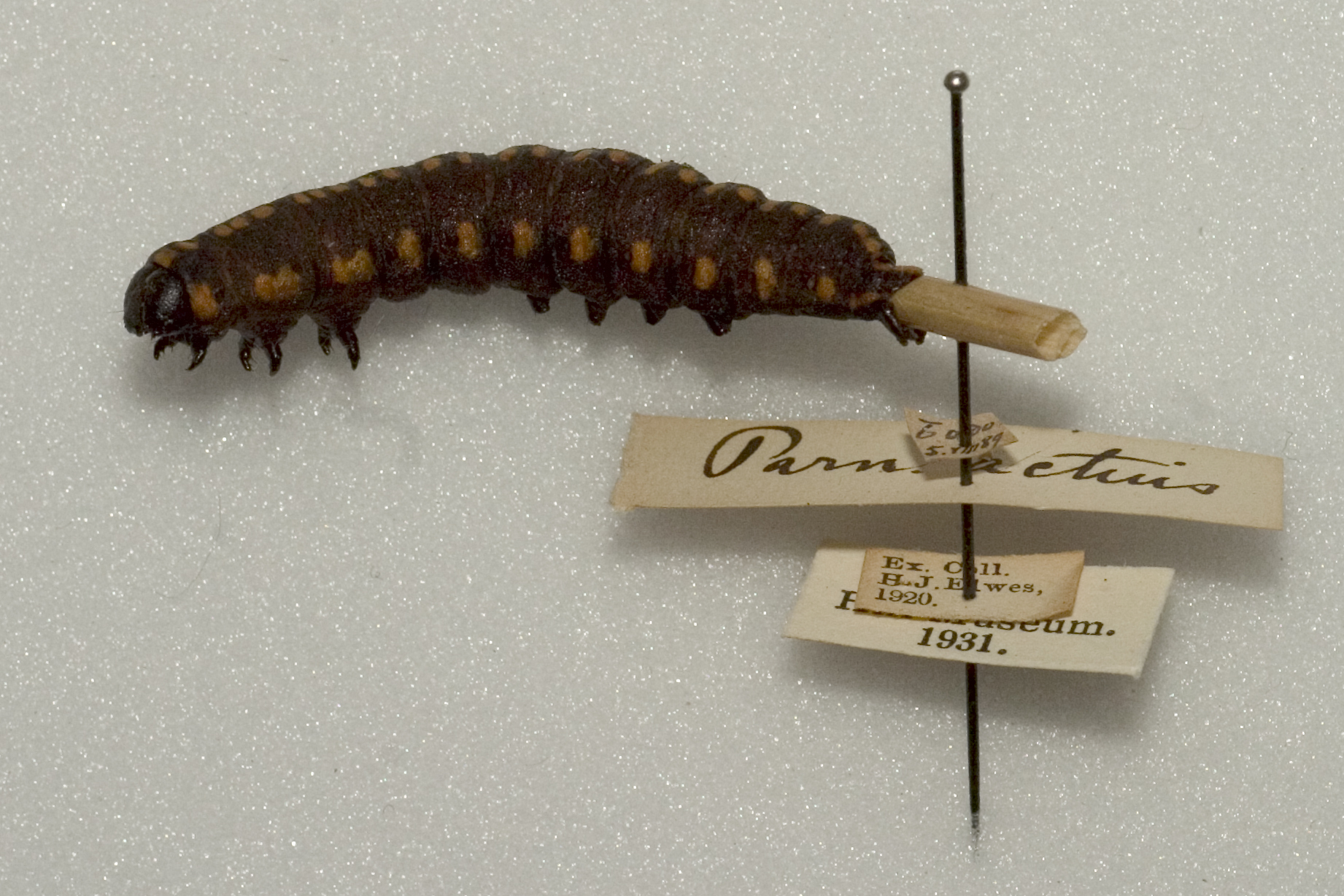